# Rocks of Ages
Pour les articles homonymes, voir Rock of Ages.
Rocks of Ages: Science and Religion in the Fullness of Life est un livre de 1999 sur la relation entre science et religion du paléontologue de Harvard Stephen Jay Gould. Publié pour la première fois par Ballantine Books, il a été réimprimé par Vintage Books.
La version française est disponible en 2000 aux éditions du Seuil sous le titre : Et Dieu dit : « Que Darwin soit ! » : science et religion, enfin la paix ?.

## Sommaire
Gould aborde le conflit entre les scientifiques et les croyants religieux qui remettent en question ou nient la théorie scientifique lorsqu'elle est en contradiction avec les enseignements religieux sur l'origine et la nature du monde naturel. Gould indique que science et religion sont distinctes car chacune comprend un magistère distinct de la compréhension humaine. La science définit le monde naturel et la religion le monde moral. Si chaque royaume est séparé, alors selon Gould, ils ne sont pas en conflit. Il appelle cela le principe de la magisteria sans chevauchement, abrégé en NOMA. 

## Accueil
Le livre a été examiné en détail et commenté par les deux parties participant au conflit qu'il aborde,,,,,,,. 